# Vini

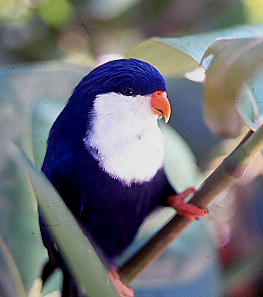
Zafírkék pálmalóri (Vini peruviana)

A pálmalóri (Vini) a madarak osztályának papagájalakúak (Psittaciformes) rendjébe és a szakállaspapagáj-félék (Psittaculidae) családjába, azon belül a lóriformák (Loriinae) alcsaládjába tartozó nem.

## Előfordulásuk
Elterjedési területük a Fidzsi-szigetektől kezdődően messzire benyúlik keletre a csendes-óceáni szigeteik, Szamoán és Francia Polinézián keresztül egészen a Pitcairn-szigetekig.

## Megjelenésük
Óceánia kisebb szigetein élő, szép színekben pompázó, kistestű, zömök lórik. Farkuk rövid, a középső faroktollak hosszabbak, mint a kívül levők. A fejükön levő megnyúlt tollakat képesek bóbitszerűen felállítani. Csőrük egészen kicsi.

## Természetvédelmi helyzetük
A Vini nembe sorolt fajok, mivel többnyire apró szigeteken honosak különösen érzékenyek az emberi zavarással szemben. Sok szigetről kihaltak és két fajukat az európaik érkezése előtt végképp kiirtottak az őshazájukba behatoló polinézek.
A ma élő öt fajból kettőt veszélyeztetettnek, kettőt pedig sebezhetőnek soroltak be a Természetvédelmi Világszövetség (IUCN) Vörös Listáján.

## Rendszerezés
A 2020-ban lezajlott filogenetikai vizsgálatok eredményei alapján öt fajt soroltak át a Charmosyna nemből a Vini nembe. Közeli rokonuk még a Phigys nem egyetlen képviselője, a galléros pálmalóri (Phigys solitarius), amit már szintén a Vini nembe sorolnak.
A nembe jelenleg az alábbi 13 faj tartozik:
- Pirostorkú pálmalóri (Vini amabilis vagy Charmosyna amabilis)
- Kéksapkás pálmalóri (Vini australis)
- † Kaledón pálmalóri (Vini diadema vagy Charmosyna diadema) – feltehetően kihalt
- Piroshasú pálmalóri (Vini kuhlii)
- Piroscsőrű pálmalóri (Vini meeki vagy Charmosyna meeki)
- Smaragdzöld pálmalóri (Vini palmarum vagy Charmosyna palmarum)
- Zafírkék pálmalóri (Vini peruviana)
- Pirosállú pálmalóri (Vini rubrigularis vagy Charmosyna rubrigularis)
- † Sinotoi pálmalóri (Vini sinotoi) – Hipotetikus faj, csak leírásból ismert
- Galléros pálmalóri (Vini solitaria vagy Phigys solitarius)
- Henderson-szigeti pálmalóri (Vini stepheni)
- Tengerkék pálmalóri (Vini ultramarina)
- † Marquesas-szigeteki pálmalóri (Vini vidivici) – 700-1300 évvel ezelőtt irtották ki az otthonukat jelentő szigetekre betelepült polinézek.